# Leichtathletik-Europameisterschaften 1946/800 m der Männer

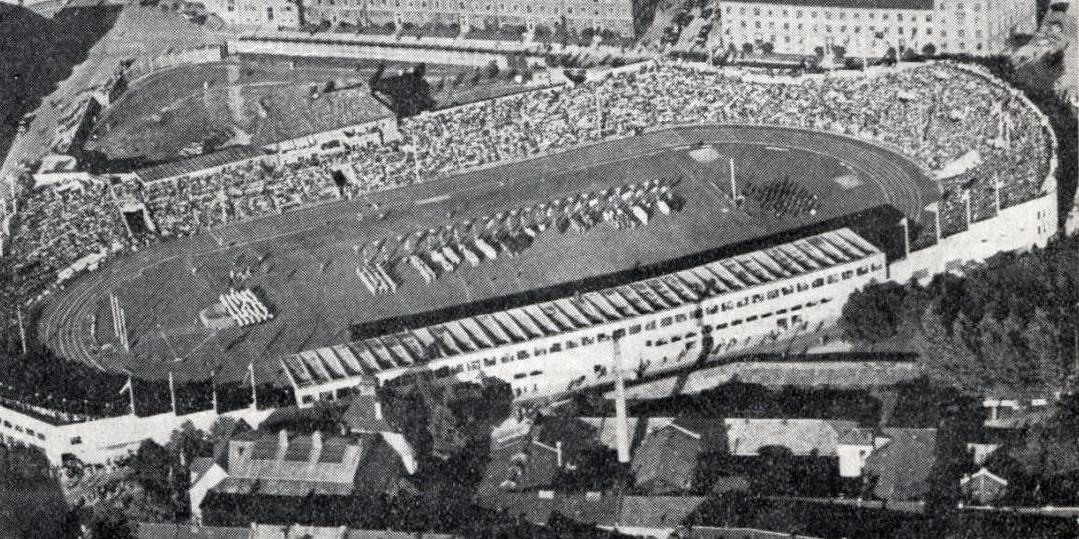
Das Bislett-Stadion in Oslo kurz nach den Europameisterschaften

Der 800-Meter-Lauf der Männer bei den Leichtathletik-Europameisterschaften 1946 wurde am 22. und 24. August 1946 im Bislett-Stadion der norwegischen Hauptstadt Oslo ausgetragen.
Es siegte der Schwede Rune Gustafsson. Zweiter wurde der dänische 400-Meter-Europameister Niels Holst-Sørensen. Bronze ging an den Franzosen Marcel Hansenne.

## Bestehende Rekorde
| Weltrekord           | 1:46,6 min | Rudolf Harbig | Mailand, Italien     | 15. Juli 1939     |
| Europarekord         | 1:46,6 min | Rudolf Harbig | Mailand, Italien     | 15. Juli 1939     |
| Meisterschaftsrekord | 1:50,6 min | Rudolf Harbig | EM Paris, Frankreich | 4. September 1938 |

Der bestehende EM-Rekord wurde bei diesen Europameisterschaften nicht erreicht.

## Vorrunde
22. August 1946, 17.45 Uhr
Die Vorrunde wurde in zwei Läufen durchgeführt. Die ersten vier Athleten pro Lauf – hellblau unterlegt – qualifizierten sich für das Finale.

### Vorlauf 1

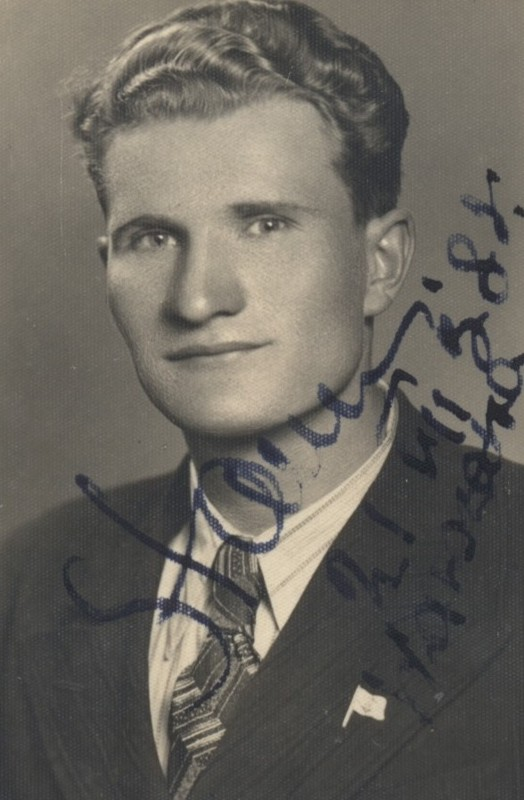
Jan Staniszewski erreichte als Achter des ersten Vorlaufs nicht das Finale

| Platz | Name                   | Nation     | Zeit (min) |
| ----- | ---------------------- | ---------- | ---------- |
| 1     | Rune Gustafsson        | Schweden   | 1:51,1     |
| 2     | Marcel Hansenne        | Frankreich | 1:52,2     |
| 3     | Jørgen Heller Andersen | Dänemark   | 1:52,2     |
| 4     | Richard Brancart       | Belgien    | 1:53,5     |
| 5     | Josy Barthel           | Luxemburg  | 1:56,1     |
| 6     | Óskar Jónsson          | Island     | 1:56,1     |
| 7     | Dagfinn Fløisand       | Norwegen   | 1:58,4     |
| 8     | Jan Staniszewski       | Polen      | 2:00,7     |

### Vorlauf 2
| Platz | Name                 | Nation           | Zeit (min) |
| ----- | -------------------- | ---------------- | ---------- |
| 1     | Niels Holst-Sørensen | Dänemark         | 1:54,2     |
| 2     | Olle Ljunggren       | Schweden         | 1:54,7     |
| 3     | Robert Chef d’Hôtel  | Frankreich       | 1:54,8     |
| 4     | Tom White            | Großbritannien   | 1:54,8     |
| 5     | Karl Volkmer         | Schweiz          | 1:55,0     |
| 6     | Runar Björklöf       | Finnland         | 1:55,8     |
| 7     | Tomas Sale           | Tschechoslowakei | 1:56,7     |
| 8     | Kjartan Jóhannsson   | Island           | 1:56,7     |
| 9     | Kaare Vefling        | Norwegen         | 1:57,3     |

## Finale

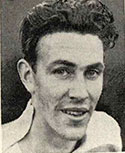
Europameister Rune Gustafsson

24. August 1946
| Platz | Name                   | Nation         | Zeit (min) |
| ----- | ---------------------- | -------------- | ---------- |
| 1     | Rune Gustafsson        | Schweden       | 1:51,0     |
| 2     | Niels Holst-Sørensen   | Dänemark       | 1:51,1     |
| 3     | Marcel Hansenne        | Frankreich     | 1:51,2     |
| 4     | Olle Ljunggren         | Schweden       | 1:51,4     |
| 5     | Tom White              | Großbritannien | 1:51,5     |
| 6     | Robert Chef d’Hôtel    | Frankreich     | 1:53,0     |
| 7     | Jørgen Heller Andersen | Dänemark       | 1:53,7     |
| 8     | Richard Brancart       | Belgien        | 2:02,2     |

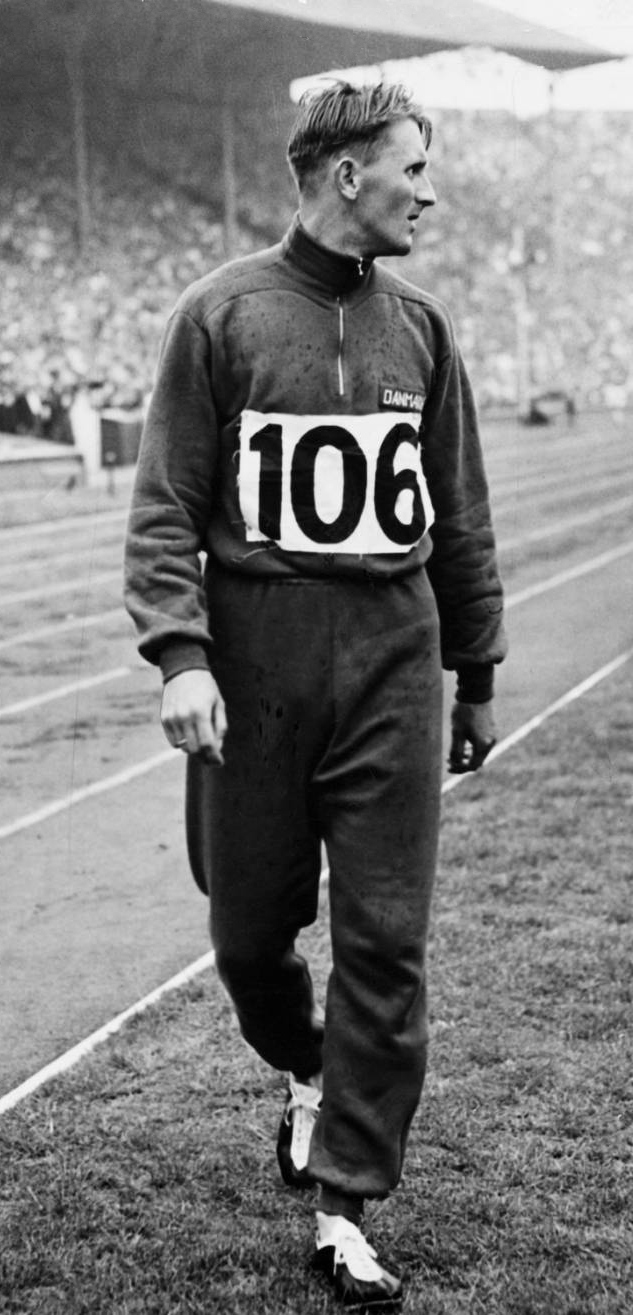
Am Tag nach seinem Titelgewinn über 400 Meter wurde Niels Holst-Sørensen Vizeeuropameister über 800 Meter
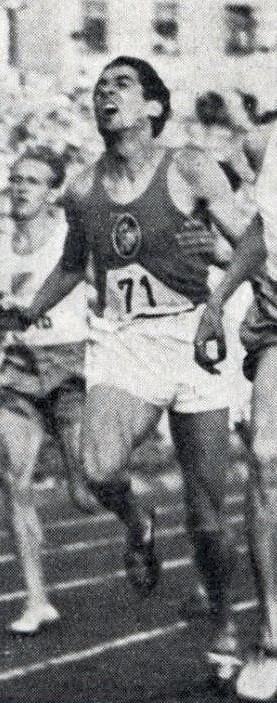
Bronzemedaille für Marcel Hansenne
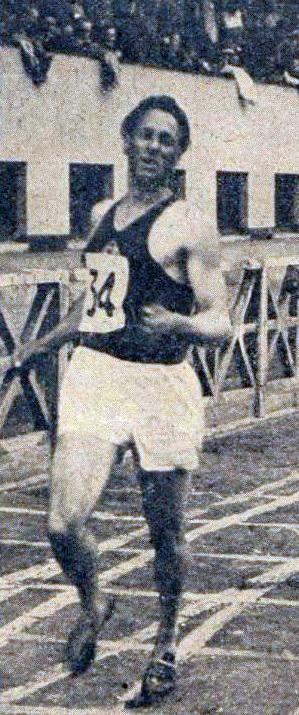
Robert Chef d’Hôtel belegte Rang sechs